# Niedermoorwiese
Niedermoorwiesen sind Wiesen auf Niedermoor-Standorten, die sich durch die Kombination von hohem Grundwasserstand und dem Vorkommen von Torfschichten unterschiedlicher Mächtigkeit im Untergrund auszeichnen. Die Bezeichnung charakterisiert eine standörtlich definierte Kategorie, die eine Vielzahl von Feuchtwiesengesellschaften unterschiedlicher Vegetation und Artenzusammensetzung und unterschiedlicher Nutzung und Nutzungsgeschichte umfasst. Standörtlich werden kalkreiche Niedermoorwiesen, oft mit besonders artenreicher Vegetation, und saure Niedermoorwiesen unterschieden. Vegetationskundlich gehören vor allem die artenreichen Bestände meist zu den Kleinseggenrieden. Sie sind sehr artenreich und bieten seltenen und vom Aussterben bedrohten Pflanzen- und Tierarten einen Lebensraum. Niedermoorwiesen stehen wie alle Feuchtwiesen nach §30 Bundesnaturschutzgesetz als „gesetzlich geschützte Biotope“ unter Naturschutz, die Formulierung im Gesetz lautet „seggen- und binsenreiche Nasswiesen“.
Bis ins 20. Jahrhundert wurden Niedermoorwiesen als Heuwiesen, häufiger noch als Streuwiesen, landwirtschaftlich genutzt. Sie wurden jedes Jahr einmal, seltener zweimal gemäht. Die Nutzung der traditionellen Wiesentypen ist unter den heutigen ökonomischen Bedingungen der Landwirtschaft unwirtschaftlich geworden. Die Wiesen werden daher in der Regel entweder melioriert oder die Nutzung ganz aufgegeben (Verbrachen). Insbesondere im Rahmen der ökologischen Landwirtschaft werden Niedermoorwiesen wie die Wierichwiesen auch heute noch vereinzelt zur Heugewinnung genutzt.
Um die Lebensgemeinschaft mit vielen seltenen und bedrohten Tier- und Pflanzenarten zu erhalten, bemüht sich der Naturschutz um eine Pflege der Flächen, die im Kern die frühere Nutzung simulieren soll. Insbesondere sollte dabei das Schnittgut von der gemähten Fläche entfernt werden. Für bestimmte Schmetterlingsarten sind Niedermoorwiesen ein bevorzugter Lebensraum. Um ihren Lebenszyklus zu vollenden, benötigen sie bestimmte Futterpflanzen ganzjährig, weswegen bei der Pflegemahd oft Teilflächen stehen gelassen und erst beim nächsten Durchgang mitgemäht werden. Dafür bleiben beim zweiten Durchgang andere Teilflächen erhalten.